# 徳大寺公能
徳大寺 公能（とくだいじ きんよし）は、平安時代後期の公卿・歌人。左大臣・徳大寺実能の長男。官位は正二位・右大臣。大炊御門右大臣と号す。

## 経歴
以下、『公卿補任』と『尊卑分脈』の内容に従って記述する。
- 保安元年（1120年）1月7日、叙爵。
- 大治元年（1126年）2月24日、越中守。
- 大治2年（1127年）1月19日、右兵衛佐。11月15日には昇殿を許される。
- 大治3年（1128年）3月14日、従五位上[1]。
- 大治4年（1129年）12月24日、越中守を辞した。
- 大治5年（1130年）10月5日、右少将。
- 天承元年（1131年）1月2日、正五位下[2]。4月19日には蔵人。
- 長承2年（1133年）1月7日、従四位下。同月16日には再び昇殿を許される。
- 長承3年（1134年）2月22日、美作介を兼ねる。3月6日には従四位上。
- 保延2年（1136年）10月15日、正四位下。11月10日、禁色。12月4日、左中将。
- 保延3年（1137年）3月16日、蔵人頭。
- 保延4年（1138年）11月8日、参議。同日右大弁を兼ねる[3]。12月29日には侍従を兼ねる。
- 保延5年（1139年）1月24日、周防権守を兼ねる。
- 永治元年（1141年）12月2日、権中納言、従三位。
- 康治元年（1142年）11月14日、正三位[4]。
- 久安元年（1145年）1月4日、従二位。
- 久安4年（1148年）7月17日、正二位。11月13日には右兵衛督を兼ねる。
- 久安6年（1149年）3月14日、皇后宮大夫を兼ねる[5]。8月21日、中納言。同月30日、左兵衛督。
- 仁平2年（1152年）1月28日、右衛門督。2月13日、検非違使別当。
- 久寿2年（1155年）2月25日、検非違使別当を辞し、7月には皇后宮大夫を辞した。
- 保元元年（1156年）8月29日、任大将の兼宣旨が下り、9月８日に右大将。
- 保元2年（1157年）8月19日、権大納言。同月21日、右大将は元の如し。
- 永暦元年（1160年）7月27日、任大臣の兼宣旨が下り、8月11日に右大臣。同月12日には右大将は元の如しと宣旨があり、一上の宣旨。
- 応保元年（1161年）8月11日、薨去。

## 人物像
後白河天皇が践祚すると娘の忻子は中宮となり、後白河帝在位中の保元元年（1156年）に右近衛大将、保元2年（1157年）に権大納言と急速に昇進する。
二条天皇の要請による藤原多子の再入内に対しては、『平家物語』では積極的、『今鏡』では困惑と、態度に違いがある。永暦元年（1160年）7月に正二位右大臣となるが、翌年8月に現職のまま47歳で薨去した。
多芸多才で管弦・歌・朗詠等に優れ、歌に関しては義兄である藤原俊成や、かつての家人・西行と交渉が深い。『詞花和歌集』以下、勅撰集に32首が入集する。

## 系譜
- 父：徳大寺実能
- 母：藤原顕隆の娘[6]
- 妻：藤原豪子 - 藤原俊忠の娘
  - 女子：藤原忻子（1134-1209） - 後白河天皇中宮
  - 女子：坊門殿 - 後白河天皇宮人、惇子内親王母
  - 男子：徳大寺実定（1139-1192）
  - 女子：藤原多子（1140-1202） - 近衛天皇皇后、二条天皇后
  - 男子：藤原実家（1145-1193）
  - 男子：徳大寺実守（1147-1185）
  - 男子：徳大寺公衡（1158-1193） - 兄・実守の養子
- 生母不明の子女
  - 男子：公慶
  - 男子：実宴
  - 男子：実任
  - 男子：実全（1141-1221）- 天台座主
  - 男子：実印
  - 男子：実快
  - 女子：藤原師長室
  - 女子：藤原通重室
  - 女子：藤原邦綱室
  - 女子：源資賢室